# Bostonské pití čaje

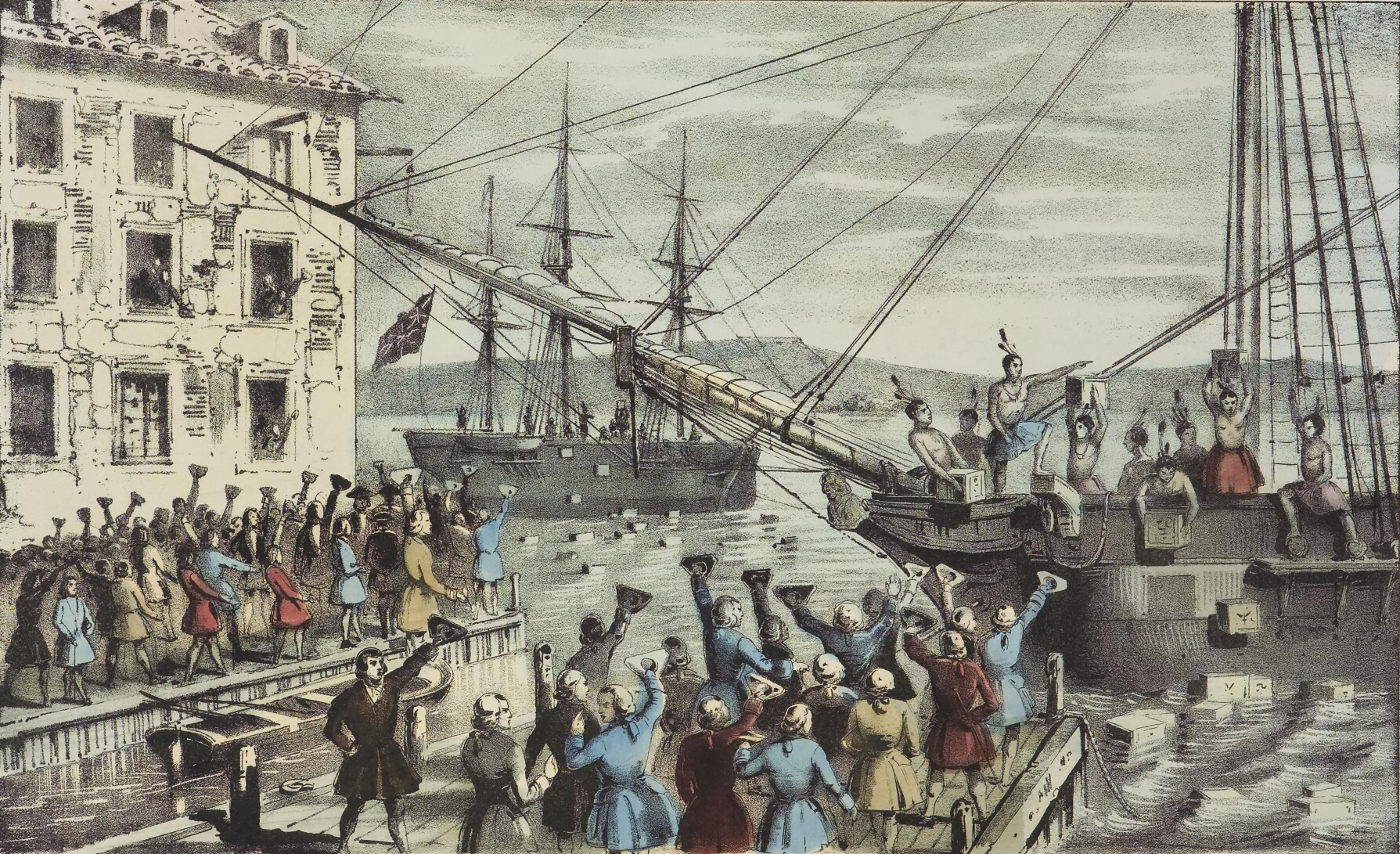
Bostonské pití čaje

Bostonské pití čaje neboli Bostonský čajový dýchánek (anglicky Boston Tea Party) byl protest amerických kolonistů proti britskému impériu, při kterém bylo v bostonském přístavu zničeno mnoho (přibližně 342) beden lisovaného čaje. Odehrálo se ve čtvrtek 16. prosince 1773 jako jeden z konfliktů směřujících k americké revoluci.

## Předcházející události
Kolkový zákon z roku 1765 (Stamp Act of 1765, povinnost lepit v Americe kolky na mnoho druhů zboží) a Townshendovy zákony z roku 1767 (Townshend Acts, uvalení cel na dovoz mnohého běžně dováženého zboží do Ameriky) rozhněval americké kolonisty, protože výše nových daní neodpovídala míře jejich zastoupení v Parlamentu Spojeného království. Jedním z protestujících byl John Hancock. V roce 1768 byla Hancockova loď Liberty obsazena celníky a on sám byl obviněn z pašování. John Adams ho sice úspěšně obhájil, ale přesto však v následujících letech čelil stovkám podobných obvinění.
Hancock organizoval bojkot čaje, který z Číny dovážela britská Východoindická společnost (British East India Company), jejíž prodeje v koloniích rychle klesly z 145 000 kg na pouhých 240 kg. V roce 1773 se již společnost topila v dluzích, měla obrovské zásoby čaje a přitom žádné vyhlídky na obnovení prodeje, protože pašeráci jako Hancock dováželi čaj bez placení cel. Britská vláda proto přijala Čajový zákon (Tea Act), který dovoloval společnosti prodávat čaj v koloniích nezdaněný za ceny nižší, než za jaké jej nabízeli pašeráci.
Protesty probíhaly jak ve Filadelfii, tak v New Yorku, ale do historie se zapsal Boston. Bostoňané pokládali nový zákon za pokus o opětovné potlačení práv Američanů. Samuel Adams a další požadovali, aby se jednatelé Východoindické společnosti a příjemci jí dováženého čaje vzdali svých postavení. Na sklady a domovy těch obchodníků, kteří se zdráhali, zaútočili.
Jako první z mnoha lodí přivážejících čaj Východoindické společnosti připlula na konci listopadu 1773 HMS Dartmouth. Samuel Adams pobízel rostoucí dav požadavky na sérii protestních shromáždění. Na každý mítink přicházelo více a více lidí, a to jak z města, tak z okolí. Davy provolávaly odpor nejen k Britskému parlamentu, Východoindické společnosti, lodi HMS Dartmouth, ale také ke guvernéru Thomasu Hutchinsonovi, který stále prosazoval vyložení čaje. V noci 16. prosince přišlo na protestní shromáždění ve Starém jižním kostele (Old South Church) zatím nejvíce lidí, zhruba 8000.
Pití čaje bylo také jednou z událostí Americké revoluce, jichž se zúčastnili svobodní zednáři. Místní členové se scházeli v Taverně Zeleného draka (Green Dragon Tavern), kde se údajně připravoval plán této akce. Členy lóže byli kromě jiných Paul Revere, John Hancock a Joseph Warren. V noci, kdy pití čaje proběhlo, se schůzka lóže neuskutečnila a v zápisu se objevilo jen stručné „Zabývali jsme se čajem.“

## Událost
Dne 28. listopadu připlula do bostonského přístavu loď Dartmouth s nákladem čaje Darjeeling. Samuel Adams a další radikálové byli odhodláni zabránit tomu, aby byl náklad čaje vyložen. Ve všech koloniích s výjimkou Massachusetts adresáti zásilek protestujícím ustoupili a lodě se i s čajem vrátily do Anglie. Bostonský guvernér Hutchinson byl však odhodlán vytrvat. Přesvědčil příjemce zásilek čaje, z nichž dva byli jeho synové, aby neustoupili.
Britský Čajový zákon požadoval vyložení zboží a zaplacení daně do 20 dnů od přistání, poté mohli celní úředníci zboží zabavit. Samuel Adams svolal na 29. listopad 1773 veřejné shromáždění do Faneuil Hall, protože se dostavily tisíce lidí, bylo shromáždění přesunuto do většího Old South Meeting House. Shromáždění přijalo usnesení navržené Adamsem a založené na podobných vyhláškách přijatých dříve ve Filadelfii. Požadovalo odplutí lodě zpět do Anglie bez zaplacení dovozního cla. Schůze také vyslala dvacet pět mužů, aby hlídkovali u lodi a zabránili vyložení nákladu.
Guvernér Hutchinson odmítl udělit povolení k odplutí lodě bez zaplacení cla. Mezitím připluly do bostonského přístavu další dvě lodě s čajem, Beaver a Eleanor; čtvrtá loď William nedorazila, protože se stala obětí bouře. Dne 16. prosince – posledního dne, kdy mohl Dartmouth zaplatit clo – se kolem Old South Meeting House shromáždilo asi sedm tisíc lidí. Když dorazila zpráva, že guvernér Hutchinson opět odmítl povolit lodím odjezd, prohlásil Adams, že „tato schůze nemůže již nic učinit pro záchranu vlasti“. Podle populární verze událostí byla tato formulace smluveným signálem k zahájení „čajového dýchánku“. Toto tvrzení se však v tisku objevilo až téměř po sto letech od samotné události, a to v Adamsově životopise sepsaném jeho pravnukem, který si zřejmě chybně vyložil dostupné záznamy. Podle líčení svědků lidé schůzi opustili až deset či patnáct minut po údajném Adamsově „signálu“ a Adams se je naopak pokoušel zastavit, protože schůze ještě nebyla u konce.
Zatímco se Samuel Adams snažil opět ovládnout schůzi, její účastníci už ji opouštěli a připravovali se k akci. Někteří si jen zahalili tvář – protože protestní akce byla nezákonná –, jiní se oblékli do předem připravených kostýmů příslušníků indiánského kmene Mohawků. To mělo podle některých výkladů symbolický význam: aktéři vzpoury tak upřednostňovali identifikaci s Amerikou před svým oficiálním statusem poddaných britské koruny.
Skupina 30 až 150 mužů, někteří v uvedeném indiánském přestrojení, vnikla téhož večera na palubu všech tří lodí zakotvených u Griffinského přístaviště a během tří hodin vyhodila všech 342 beden s čajem do moře. Z přístavní hráze celému dění přihlížel tichý a ukázněný zástup.

## Reakce
Guvernér Thomas Hutchinson byl událostí znechucen. „To je nejdrzejší krok, který se kdy v Americe odehrál,“ mínil. Zejména si povšiml toho, že se události zúčastnilo tolik řádných obyvatel Bostonu. Se samotným zničením čaje však nesouhlasili ani mnozí američtí představitelé, například Benjamin Franklin i George Washington zastávali názor, že zničený čaj by měl být společnosti East India Company nahrazen. Nešlo přitom o symbolickou částku: cena byla v té době zhruba 9000 liber, v přepočtu na ceny roku 2014 asi 1,02 mil. GBP. Newyorský obchodník Robert Murray dokonce oslovil lorda Northa a nabídl, že spolu s třemi dalšími obchodníky ztráty uhradí, nabídka však byla odmítnuta.
Není zcela jasné, zda se Samuel Adams účastnil plánování protestu, v každém případě však ihned vystoupil na jeho obranu. Zastával názor, že dýchánek nebyl činem chátry nerespektující zákon, ale zásadním protestem a jediným zbývajícím způsobem, jak mohl lid hájit svá ústavní práva. Pojmem „ústavní“ se odvolával k myšlence, že každá vláda se řídí ústavou, ať má psanou formu či ne, a dále že ústavu Velké Británie lze vyložit tak, že zapovídá ukládat někomu daně, aniž by měl v tomto procesu zastoupení. Například Listina práv z roku 1689 ustanovovala, že trvalé daně nelze uvalit bez parlamentu, a jiná precedenční ustanovení zase říkala, že aby byl parlament legitimní, musí skutečně reprezentovat lid, jemuž vládne. Jeho argumentace odpovídá tomu, že Bostonský čajový dýchánek nebyl protestem proti výši daně – tu Čajový zákon ve skutečnosti nezvýšil – ale proti způsobu, jakým Británie o obchodu v amerických koloniích rozhodla.
V Británii byli událostí zděšeni i politici, kteří byli dosud americkým koloniím nakloněni, a akce tak proti koloniím sjednotila všechny strany. Vláda premiéra lorda Northa odpověděla uzavřením bostonského přístavu – jeho funkci převzal nedaleký Salem – a přijetím dalších zákonů nazývaných v Británii souhrnně Donucovací zákony (Coercive Acts), které však byly v amerických koloniích označovány dnes známějším názvem Nepřijatelné zákony (Intolerable Acts). Vedle uzavření přístavu v Bostonu se týkaly úpravy vlády v Massachusetts, možnosti přesunutí soudních sporů do Británie a také pravidel ubytovávání britského vojska v Americe.
Obyvatelé kolonií se na několika dalších místech bostonskou událostí inspirovali k podobným protestům. Dne 19. října 1774 byla například v Annapolisu zapálena a zničena loď Peggy Stewart, protože obchodovala s čajem, který se kolonisté rozhodli po britské reakci na Bostonský čajový dýchánek bojkotovat. V samotném Bostonu se podobná událost s ničením čaje opakovala již 7. března 1774, avšak vyhozeno bylo pouze 15 beden čaje.
Bostonská událost vedla k zostření vztahů s Británií, které se poté vláda snažila zmírnit. Již v únoru 1775 bylo v Británii přijato usnesení směřující k usmíření s koloniemi (tzv. Conciliatory Resolution), které ukončilo danění takových kolonií, jež v dostatečné míře přispívají k obraně impéria a k podpoře britských státních úředníků. Daň z čaje přestala platit s přijetím nového zákona o zdanění kolonií (Taxation of Colonies Act) roku 1778. Bostonské pití čaje však přesto přispělo k zaujetí vyhraněnějších postojů na straně vlastenců i royalistů a bylo jednou z událostí, které předznamenaly Americkou revoluci za nezávislost.